# テオカリ

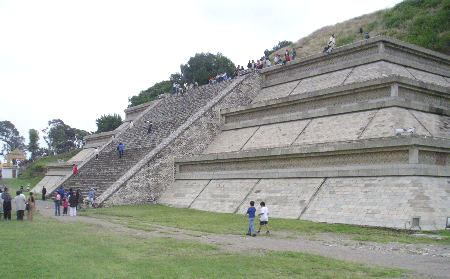
The teocalli of Cholula

テオカリ（teocalli、ナワトル語で「神の家」）はメソアメリカのピラミッドが載っている寺。
ピラミッドは段々になっており、コロンブス以前の メキシコで最も重要な宗教的儀式のいくつかは、ピラミッドの上部にある寺院で行われた。
代表的なテオカリとして、アステカのヒューイ・テオカリ（Huey Teuccalli 「本堂」）は、アステカ帝国の首都テノチティトランに西暦1325年頃建設されたテンプロ・マヨールにある、階段状ピラミッドである。
戦の神ウィツィロポチトリ、農耕の神トラロックが祀られていた。
完成から5回ほど改修が加えられたが、コルテス率いるコンキスタドールことスペイン人たちによって破壊され、朽ち果てたいくつかの遺構以外は、見られない。
[スペイン名 インプロ・マヨール]